# 第7ヘリコプター海上戦闘飛行隊 (アメリカ海軍)
第7ヘリコプター海上戦闘飛行隊（だい7ヘリコプターかいじょうせんとうひこうたい、英: Helicopter Sea Combat Squadron 7、略称：HSC-7）は、アメリカ海軍大西洋艦隊ヘリコプター海上戦闘航空団隷下のヘリコプター部隊。愛称はダスティ・ドッグス。1969年12月15日に第7ヘリコプター対潜飛行隊（英: Helicopter Anti-Submarine Squadron 7、略称：HS-7）として編成され、2011年4月15日に第7ヘリコプター海上戦闘飛行隊へ改編された。バージニア州ノーフォーク海軍基地に所在し、空母「ドワイト・D・アイゼンハワー（USS Dwight D. Eisenhower, CVN-69）」艦載の第3空母航空団を構成する飛行隊になっている。多用途ヘリコプターとしてMH-60Sを運用する。

## 歴代運用機
- 哨戒ヘリコプター
  - HSS-1N
  - SH-3A/D/H
  - SH-60F
- 救難ヘリコプター
  - HH-60H
- 多用途ヘリコプター
  - MH-60S

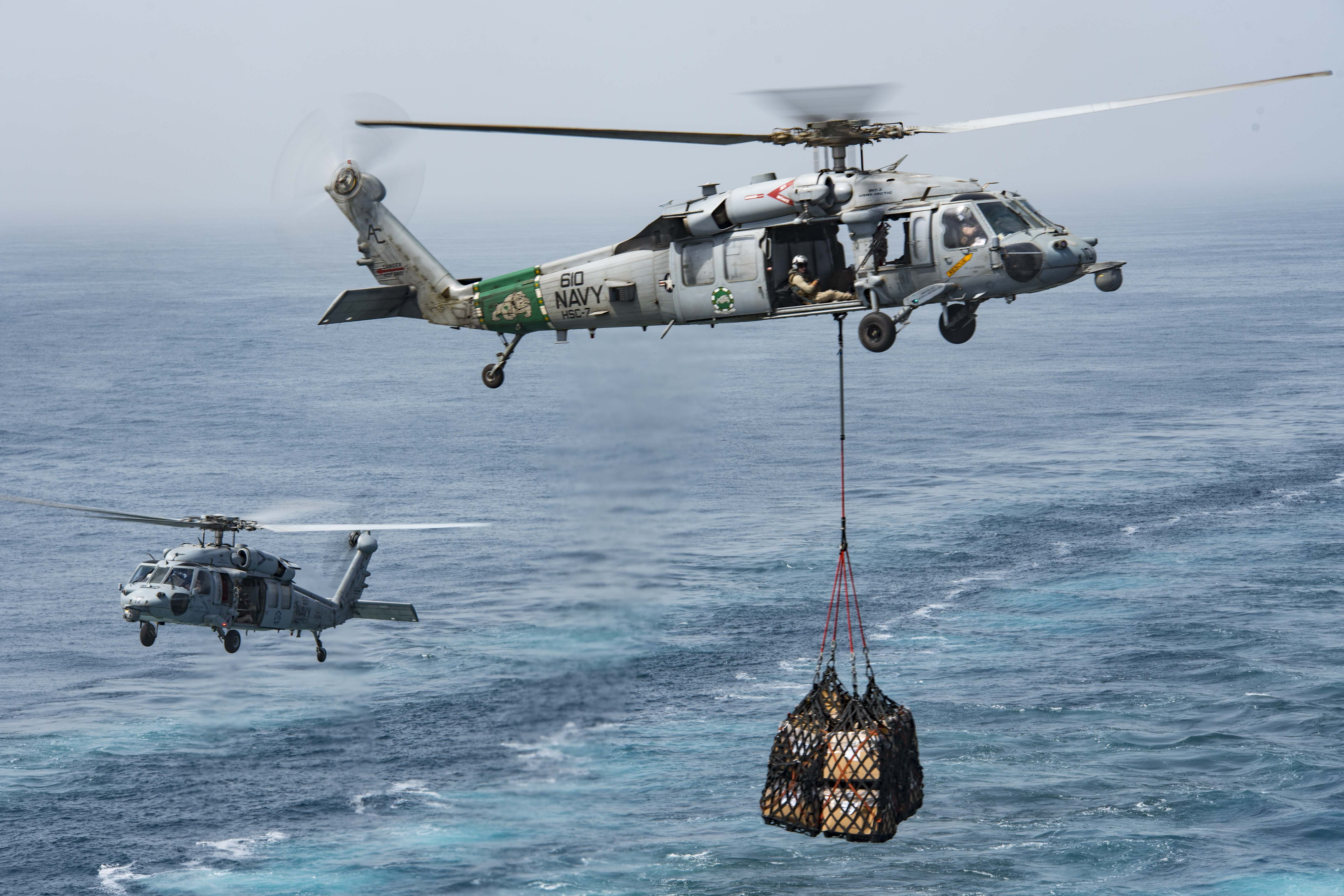
HSC-7で運用するMH-60S